# Pseudohynobius jinfo
Espèce
Pseudohynobius jinfo est une espèce d'urodèles de la famille des Hynobiidae.

## Répartition
Cette espèce est endémique de Chongqing en Chine. Elle se rencontre dans le district de Nanchuan à 2 150 m d'altitude dans les monts Jinfo et Bama.

## Publication originale
- Wei, Xiong, Hou & Zeng, 2009 : A new species of hynobiid salamander (Urodela: Hynobiidae: Pseudohynobius) from southwestern China. Zootaxa, no 2149, p. 62-68.